# Seznam švicarskih pisateljev
Seznam švicarskih pisateljev.

## A
- Melinda Nadj Abonji

## B
- Lukas Bärfuss
- Roland Béguelin
- Sibylle Berg (nem.-švic.)
- Peter Bichsel
- Cla Biert
- Albert Bitzius
- Johann Jakob Bodmer
- Ulrich Bräker
- Zora del Buono
- Johann Ludwig Burckhardt
- Hermann Burger

## C
- Elias Canetti
- Blaise Cendrars

## D
- Erich von Däniken
- Joël Dicker
- Martin Disler
- Rolf Dobelli

## F
- Heinrich Federer
- Jana Frey
- Max Frisch

## G
- Jeremias Gotthelf

## H
- Frédéric-César de La Harpe
- Corinne Hofmann

## I
- Felix Philipp Ingold

## K
- Gottfried Keller
- Karl Kloter
- John Knittel
- Agota Kristof (1935-2011) (madž.-švicarska)

## L
- Noëmi Lerch
- Gertrud Leutenegger
- Lukas Linder
- Hugo Loetscher
- Peter Lotar
- Emil Ludwig (nem.-švic.)
- Jonas Lüscher (švic.-nem,)

## M
- Niklaus Meienberg
- Conrad Ferdinand Meyer
- Giachen Caspar Muoth
- Adolf Muschg

## N
- Paul Nizon

## O
- Urs Odermatt
- Giovanni Orelli

## P
- Erica Pedretti (1930-2022)
- Gian Pedretti (1926-)
- Cristina Perincioli
- Marcus Pfister

## R
- Ilma Rakusa (slov.-slovaš. rodu?)
- Charles-Ferdinand Ramuz
- Milo Rau
- Gustav Renker
- Rainer Maria Rilke
- Alice Rivaz
- Édouard Rod
- Virgile Rossel
- Hans Ruesch

## S
- Hansjörg Schneider
- Carl Seelig
- Christoph Simon
- Alain Soral
- Johanna Spyri
- Peter Stamm
- Alain Claude Sulzer

## T
- Robert de Traz

## W
- Robert Walser
- Maria Waser
- Urs Widmer
- Johann Rudolf Wyss

## Z
- Ernst Zahn
- Albin Zollinger
- Heinrich Zschokke